# Record de Tunisie du 800 mètres (athlétisme)
Le record de Tunisie du 800 m est actuellement détenu par Abdessalem Ayouni chez les hommes, en 1 min 45 s 63. Ce record est obtenu à Bruxelles le 27 mai 2017. Il détenait lui-même l'ancien record en 1 min 45 s 73 après avoir battu la performance de Mohamed Alouini (réalisée 33 ans plus tôt), en 1 min 45 s 78. Chez les femmes, le record est détenu par Abir Nakhli, en 2 min 0 s 70.

## Hommes
| Athlète           | Performance   | Club                                                     | Lieu      | Date        |
| Abdessalem Ayouni | 1 min 45 s 63 | Croissant sportif d'athlétisme de Regueb AS Saint-Junien | Bruxelles | 27 mai 2017 |

## Femmes
| Athlète     | Performance   | Club           | Lieu  | Date            |
| Abir Nakhli | 2 min 00 s 70 | Zitouna Sports | Namur | 26 juillet 2002 |